# 布爾澤什蒂鄉
44°32′N 23°53′E / 44.533°N 23.883°E
布爾澤什蒂鄉（羅馬尼亞語：Comuna Bulzești, Dolj），是羅馬尼亞的鄉份，位於該國西南部，由多爾日縣負責管轄，面積64平方公里，海拔高度207米，2007年人口1,725，人口密度每平方公里27人。